# Bezdany (gmina)

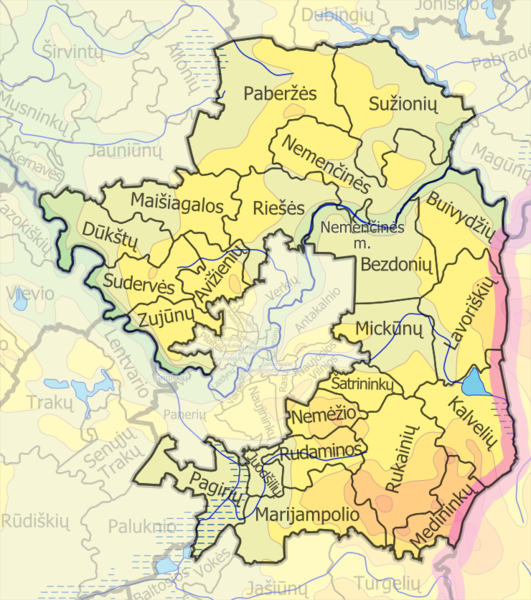
Gmina na mapie rejonu

Gmina Bezdany (lit. Bezdonių seniūnija) – gmina w rejonie wileńskim okręgu wileńskiego na Litwie.
Ośrodek gminy to miasteczko Bezdany (743 mieszkańców). Na terenie gminy jest 38 miejscowości.

## Powierzchnia terenu
Gmina zajmuje powierzchnię 11 879 ha, w tym:
- 582 ha – użytki rolne
- 10 760 ha – lasy
- 537 ha – zbiorniki wodne oraz grunty o innym przeznaczeniu

## Ludność
2865 osób.

## Skład etniczny (2011)
- Litwini – 46,5%
- Polacy – 38,9%
- Rosjanie – 8,8%

## Infrastruktura
Poczta, szkoła średnia, szkoła podstawowa, przedszkole, biblioteka, Dom Kultury, kościół, punkt medyczny, 2 sklepy, kawiarnia, 2 cmentarze, rezerwat geomorfologiczny Skiersabale, dwór Bezdany, 2 zagrody agroturystyczne.

## Przedsiębiorczość lokalna
Rolnictwo i leśnictwo, hodowla ryb, budownictwo, usługi świadczone dla mieszkańców.

## Miejscowości
W skład gminy Bezdany wchodzą 1 miasteczko, 29 wsi, 7 kolonii (chutorów) i 1 osada. Miejscowości w gminie Bezdany:
| - Auksztoły - Balsiszki - Baranowo - Bezdanolesie - Bezdany (miasteczko) - Bezdany (wieś) - Bilkiszki - Błudykalnia - Bratoniszki - Czarny Jelniak | - Diedelupė - Girdziszki - Janowo - Krywicze - Laurai - Lipołata - Lipowo - Łysa Góra - Mejryszki - Michałówka | - Nowosada - Orwidowo - Podsakiszki - Podsieczki - Sakiszki - Skiersobole - Sosnówka - Spragielino - Szaszkucie | - Topele - Użalino - Wiatrówka - Wierzchbezdany - Wilkiszki - Wygoda - Zameczkowo - Zawilejska - Żwiryszki |